# آن فوكس
آن فوكس (بالإنجليزية: Ann Fox)‏ هي راهبة أمريكية، ولدت في 1933.